# ليف كوليدجانوف
ليف ألكساندروفيتش كوليدجانوف (بالروسية: Лев Александрович Кулиджанов) (19 مارس 1924 - 18 فبراير 2002) مخرج وسيناريست وأستاذ في معهد غيراسيموف للسينما. أخرج أربعة أفلام روائية أبرزها فيلم الجريمة والعقاب المأخوذ عن رواية دوستويفسكي الشهيرة. كان رئيس اتحاد المصورين السينمائيين لاتحاد السوفيتي، وكان فنان الشعب لاتحاد السوفيتي.

## السيرة الذاتية
ولد في 19 مارس 1924 (وفقًا لمصادر أخرى في 19 أغسطس 1923) في تبليسي، جمهورية جورجيا الاشتراكية السوفيتية. وكان والده ألكسندر نيكولايفيتش كوليدجانوف (في الأصل كوليدزانيان) ثوريًا أرمنيًا شغل منصب مسؤول رفيع المستوى في الحزب الشيوعي. تم اعتقاله خلال عملية التطهير الكبرى عام 1937 واختفى دون أن يترك أثرا. وكانت والدة كوليدجانوف إيكاترينا دميترييفنا إما روسية  أو من أصل أرمني.  تم القبض عليها مع زوجها وحكم عليها بالسجن لمدة خمس سنوات في معسكر العمل أكمل في كازاخستان. ثم عاد إلى المنزل في عام 1944. وكل تلك السنوات التي قضاها كوليدجانوف مع جدته تمارا نيكولايفنا.
من عام 1942 إلى عام 1943 درس في جامعة ولاية تبليسي. فوي عام 1944 سافر إلى موسكو والتحق بمعهد عموم الاتحاد الحكومي للتصوير السينمائي لدراسة الإخراج السينمائي تحت قيادة جريجوري كوزينتسيف، لكنه تركها في غضون عام واحد فقط بسبب الظروف المعيشية السيئة وعاد إلى تبليسي. في عام 1948، أصبح كوليدجانوف طالبًا في المعهد مرة أخرى، مع سيرجي جيراسيموف و تمارا ماكاروفا كمعلمين له، وتخرج في عام 1955 وبدأ على الفور العمل في استوديو فيلم غوركي.
وكان نجاحه الأول مع فيلم المنزل الذي أعيش فيه الذي أخرجه بالاشتراك مع ياكوف سيغل. الذي نجح في شباك التذاكر السوفيتي لعام 1957، حيث وصل إلى المركز التاسع مع 28.9 مليون مشاهد. وتحول فيلمه التالي منزل لتانيا إلى نجاح آخر وتنافس على السعفة الذهبية في مهرجان كان السينمائي لعام 1959.
إلا أن اختراقا حقيقيا حدث مع فيلم الدراما 1961 عندما كانت الأشجار الشاهقة التي أدخلت الجهات الفاعلة مثل يوري نيكولين، ينا غولايا، لودميلا تشورسينا و ليونيد كورافليوف في أول أدوارها خطيرة. في حين أنه لم يكن ناجحًا مع المشاهدين السوفيت في وقت الإصدار، فقد تحول إلى عبادة كلاسيكية مع سنوات. وفي عام 1962 تم اختياره أيضًا لمهرجان كان السينمائي عام 1962.  وفي عام 1969 أخرج كوليدجانوف أول تعديل سوفيتي لرواية الجريمة والعقاب بمشاركة العديد من الممثلين السوفيي. وعلى الرغم من أنه فشل في شباك التذاكر، إلا أن النقاد والمثقفون أشاوا به. تم اختيار الفيلم لمهرجان البندقية السينمائي الدولي الحادي والثلاثين، وحصل طاقم التصوير على جائزة ولاية فاسيليف براذرز من جمهورية روسيا الاتحادية الاشتراكية السوفيتية في عام 1971.
في عام 1965، تم انتخاب كوليدجانوف كرئيس لاتحاد المصورين في اتحاد الجمهوريات الاشتراكية السوفيتية، ليحل محل إيفان بيرييف في هذا المنصب. كرئيس للاتحاد، ساعد في الحفاظ على الكثير من الأفلام، وأسس متحف السينما وحفظ أرشيف سيرجي أيزنشتاين. شغل هذا المنصب لمدة 20 عامًا على التوالي، حتى المؤتمر الخامس الفاضح لصانعي الأفلام السوفيت في عام 1986 عندما بدأت مجموعة من النشطاء في إطلاق صيحات الاستهجان على المحاضرين، متهمة كوليدجانوف ومخرجين آخرين بارزين من «المحسوبية» و«التوافق السياسي» والمطالبة بإعادة انتخاب المجلس بأكمله. كل هذا أدى إلى انقسام، وإعادة هيكلة، وانهيار سريع للسينما السوفيتية.
بعد أن غادر كوليدجانوف الاتحاد، لم يكن قادرًا على إخراج أي شيء حتى التسعينيات عندما قدم فيلميه النهائيين. كلاهما يرمز إلى العودة إلى أيامه السابقة في صناعة الأفلام وكانت زوجته ناتاليا أناتوليفنا فوكينا، كاتبة سيناريو محترفة التقى بها خلال الأربعينيات. ولهما ولدان: ألكسندر، مصور سينمائي، وسيرجي، مؤرخ. توفي كوليدجانوف في 17 فبراير 2002 ودُفن في موسكو في مقبرة كونتسيفو.

## أفلامه
| ر | إسم الفيلم               | السنة |
| - | ------------------------ | ----- |
| 1 | The House I Live In      | 1957  |
| 2 | A Home for Tanya         | 1959  |
| 3 | When the Trees Were Tall | 1962  |
| 4 | Crime and Punishment     | 1970  |

## وصلات خارجية
- ليف كوليدجانوف على موقع IMDb (الإنجليزية)
- ليف كوليدجانوف على موقع ألو سيني (الفرنسية)
- ليف كوليدجانوف على موقع أول موفي (الإنجليزية)
- ليف كوليدجانوف على موقع قاعدة بيانات الأفلام السويدية (السويدية)
- ليف كوليدجانوف على موقع قاعدة بيانات الفيلم (الإنجليزية)
- ليف كوليدجانوف على موقع كينوبويسك (الروسية)